# اليكس داوست
اليكس داوست (بالإنجليزية: Alex Dowsett) مواليد 3 أكتوبر 1988 في إسكس، إنجلترا، هو دراج إنجليزي في صنف سباق الدراجات على الطريق وعلى المضمار. شارك وحقق ميدالية في دورة ألعاب الكومنولث.

## سجل النتائج

### سباقات أو مراحل فاز بها
- طواف إيطاليا

## الميداليات
| الميدالية | المسابقة                                    |
| --------- | ------------------------------------------- |
| ذهبية     | دورة ألعاب الكومنولث 2014                   |
| فضية      | دورة ألعاب الكومنولث 2010                   |
| برونزية   | بطولة العالم لسباق الدراجات على الطريق 2015 |

## وصلات خارجية
- الموقع الرسمي

## روابط خارجية
- اليكس داوست على موقع الاتحاد الدولي للدراجات (الإنجليزية)
- اليكس داوست على موقع أرشيف الدراجات (الإنجليزية)
- اليكس داوست على موقع إحصائيات الدراجات الإحترافية (الإنجليزية)
- اليكس داوست على موقع نسبة الدراجات (الإنجليزية)
- اليكس داوست على موقع CycleBase (الإنجليزية)
- اليكس داوست على موقع اتحاد ألعاب الكومنولث (مؤرشف) (الإنجليزية)